# Staats- und Domchor Berlin
Staats- und Domchor Berlin är en gosskör, tidigare blandad goss- och manskör knuten till domen i Berlin.
Kören har sitt ursprung i den 1838 reformerade domkyrkokören och fick ny form 1843 genom militärmusikdirektören August Neithardt med Felix Mendelssohn som medhjälpare. Körens ledare 1909-1933 var Hugo Rüdel, under vilken kören fick ett stort uppsving, och företog vidsträckta konsertresor, 1917 besökte den för första gången Sverige.